# اد کوپر کلارک
اِد کوپر کلارک (انگلیسی: Ed Cooper Clarke) بازیگر تئاتر، سینما و تلویزیون اهل انگلستان است. وی دانش‌آموختۀ مرکز درام لندن است.

## بخشی از فیلمشناسی
از فیلم‌ها یا برنامه‌های تلویزیونی که وی در آن نقش داشته‌است می‌توان به آثار زیر اشاره کرد.
- وایت‌چپل (مجموعه تلویزیونی) (۲۰۱۳)
- مأموران مخفی (مجموعه تلویزیونی)
- پدر براون (مجموعه تلویزیونی ۲۰۱۳) (۲۰۱۷)
- فتنه (۲۰۱۸)
- ام آی فایو (۲۰۱۰)
- دانتون ابی (۲۰۱۴)